# Sagrada Familia (Chile)
Sagrada Familia – miasto w Chile, w regionie Maule, w prowincji Curicó.